# BI Большой Медведицы
BI Большой Медведицы (лат. BI Ursae Majoris) — двойная затменная переменная звезда типа W Большой Медведицы (EW:) в созвездии Большой Медведицы на расстоянии приблизительно 2587 световых лет (около 793 парсеков) от Солнца. Видимая звёздная величина звезды — от +15,9m до +15,7m. Орбитальный период — около 0,4247 суток (10,193 часов).